# Kepler-59b
Kepler-59b es uno de los dos planetas extrasolares que orbitan la estrella Kepler-59. Fue descubierta por el método de tránsito astronómico en el año 2014. Kepler-59b ha sido descubierto por el telescopio espacial Kepler y fue clasificado inicialmente como candidato a planeta. Transita su estrella cada 11,87 días durante 5,977 horas. Periódicas variaciones temporales de tránsito confirman su naturaleza planetaria.